# Nuno Rocha Morais
Nuno Rocha Morais (Porto, 1973 – Luxemburgo, 2008) foi um poeta português.
Licenciou-se em Línguas e Literaturas Modernas (Estudos Portugueses e Ingleses) na Faculdade de Letras da Universidade do Porto em 1995.
Aos 19 anos iniciou a vida ativa na área do jornalismo no Comércio do Porto.
Em 1999 passou a integrar a equipa de tradutores da Comissão Europeia, no Luxemburgo, desempenhando desde 2007 as funções de coordenador linguístico do departamento de língua portuguesa.
«Últimos Poemas – título que, ironicamente, desde os 20 anos, ainda estudante, elegeu como o título da primeira obra a editar – foi o livro que quis deixar organizado» e foi publicado «sem qualquer interferência na sua vontade e disposições» pela Quasi Edições, em 2009.
«Composto por cerca de uma centena de textos produzidos ao longo dos muitos anos em que se apurou o compulsivo labor de escrita do autor – entretanto disseminado por publicações periódicas» como Cadernos de Serrubia, Cadernos do Tâmega, a revista Hey!, Notícias de Penafiel, Anto e o boletim «a folha», entre muitas outras –, o livro, com prefácio de Joana Matos Frias e ilustrações de Rasa Sakalaitė, «oferece-se como uma espécie de palimpsesto sob o qual parecem esconder-se as entrelinhas de outras centenas de textos que efectivamente existem nos inúmeros manuscritos e dactiloscritos que se multiplicam nas "arcas" que deixou.»
«Obra de formação e de síntese», dá a conhecer «um pequeno segmento de quase 20 anos de trabalho poético sem qualquer pré-ordenação ou identificação de natureza cronológica, o que converte o corte diacrónico numa sutura de efeito sincrónico.» (excertos do prefácio)